# Шевченко (Дніпро)
Шевче́нко — місцевість у Дніпрi у Самарському мiському районі на правому березі Самари.
Північніше Шевченка на півострові утвореним річкою Кримка розташовується посадка у якій розташовані залишки валів Богородицької фортеці, що побудована була на основі Старої Самарі.

## Самар (…— 1688)
Біля Кримського броду через Самару стояло бродницьке й згодом козацьке містечко Самар. Грамотою польського короля Польщі Стефана Баторія від 1576 року надано у вічну власність запорожцям.
У 1637 році, після розгрому повстання Павлюка, Самар залюднилась великою кількістю втікачів.
За Богдана Хмельницького Самар стала полковим містом Самарської паланки — було один із важливих центрів транзитної торгівлі на шляху до Криму й низового Дніпра, з добре налагодженим виробництвом селітри, пороху, зброї. Місто було непогано укріплено, але все одно неодноразово руйнувалося татарами. Раз у раз воно відбудовувалося наново і продовжувало існування.

## Богородицьк (1688—1711)
1688 року воно розбудоване московитами у Богородицьку фортецю з Богородицькими хуторами по Кільчені. 1711 році фортеця була зруйнована за мирною угодою Росії з Туреччиною.

## Новомосковськ (1786—1794)
У 1784 році Катеринослав переведено з Кільчені до Дніпра. На час його будівництва губернські установи перевели до Нового Кодаку та Кременчука. Колишнє місто Катеринослав було велено називати повітовим містом Новомосковськом. Місто, яке постійно страждало від повеней, у 1786 році було перенесено «на високе місце до Богородицького ретраншементу».
Життя знову поверталося до Старої Самарі. Відродилася торгівля, запрацювали ремісники. У 1787 році лише чоловіче населення складало 2474 особи. Але орні та вигідні землі, які свого часу відрізані під Катеринослав не повернули, а передали колоністам з Баварії колонії Йозефсталь. Залишки міських земель Катеринослава Кільченського майже повністю було передано секретарю Потьомкіна генералу Василю Попову під рангову дачу. Загальна кількість відібраних земель сягала 6291 десятини (6873 га). Розпорядженням Потьомкіна купецтво, а разом із ним і Магістрат з Думою були переведені до Катеринославу Дніпровського.
У жовтні 1791 року священики міської церкви донесли архієпископу Амвросію про чисельність населення міста Новомосковська: «Крім залоги з штатною командою, з ротою солдат та деякої кількості службовців канцелярії, зараз вже нікого немає», яке разом із священиками налічувало 327 душ.
У 1793 році, коли було закрито церкву, мешканців у місті лишалося усього 169 осіб.
Указом 1794 року місто Новомосковськ було переведено вище по Самарі у слободу Нову Самар.
Ще кілька років простояла дерев'яна церква, але й її 1797 року було перенесено на протилежний берег Самари до слободи Одинківки.
Колишнє місто передали у розпорядження німецьких колоністів Йозефсталі, які використовували фортецю за огорожу свого скотного двору.

## Селище
Поселення почало формуватися з середини 19 сторіччя. Робітниче селище Шевченко міста Нижньодніпровська будувалося з 1950-их років. Кладовище селища, що межувало зі Старою Самар'ю, було закрито у 1980-х роках.